# Робітнича партія марксистського об'єднання
Робітнича партія марксистського об'єднання (ісп. Partido Obrero de Unificación Marxista (POUM), більш відома за своєю абревіатурою ПОУМ) — марксистська партія, що існувала в 1930-тих роках в Іспанії.

## Історія
Утворена 29 вересня 1935 року в Барселоні внаслідок злиття Робітничо-селянського блоку (ісп. Bloque Obrero y Campesino, BOC) і партії «Комуністична ліва Іспанії» (ісп. Izquierda Comunista de España, ICE). Назву партії обрано в наслідування звуку пострілу.
Обидві партії-попередниці ПОУМ займали антисталіністські позиції. Робітничо-селянський блок підтримував Праву опозицію у ВКП(б) і Бухаріна, а «Комуністична ліва Іспанії» — Ліву опозицію в РКП(б).
Ключові фігури у партії — Андрес Нін, Хоакін Маурін, Хуліан Горкін, Вілебальдо Солано та інші. У партії були сильні антисталінські настрої, вона критикувала бюрократизацію і політичні процеси в СРСР. Найбільш сильними позиції ПОУМ були в Каталонії та Валенсії: у цих регіонах відділення ПОУМ були численнішими, ніж відповідні місцеві організації КПІ та її фактичного регіонального крила — 
Об'єднаної соціалістичної партії Каталонії .
Ополченці ПОУМ брали активну участь у боях Громадянської війни на боці республіканців, але політичні розбіжності з комуністами сталіністського спрямування викликали протистояння між ПОУМ і республіканською владою. Анархо-синдикалістська Національна конфедерація праці, яка мала великий вплив серед робітників на території, не зайнятій військами Франко, спочатку підтримувала ПОУМ у конфлікті, але пізніше помірковані лідери Національної конфедерації праці змусили радикальнішу частину керівництва конфедерації піти на угоду з центральною владою, і таким чином залишити ПОУМ практично в повній ізоляції (разом із чисто троцькістською організацією Більшовицько-ленінська секція). Нін був заарештований республіканською владою, а потім викрадений і вбитий агентами НКВС (основну роль у цій операції грав резидент Іноземного відділу НКВС Олександр Орлов).
У 1937—1938 роках проти ПОУМ велися репресії, її члени оголошувалися фашистськими агентами.
Після перемоги франкістів у громадянській війні робилися спроби відтворити партію в еміграції, а після смерті Франко в 1975 році — і в Іспанії, але вони залишилися безуспішними.

## Міжнародні зв'язки
ПОУМ входила в Міжнародне бюро революційної соціалістичної єдності, більш відоме як Лондонське бюро (політичні організації, що складали його, одночасно відкидали як реформізм Соціалістичного робітничого інтернаціоналу, так і прорадянську орієнтацію Комуністичного інтернаціоналу). Один з лідерів організації Хуліан Горкін в 1939—1940 роках обіймав посаду секретаря Лондонського бюро.

## ПОУМ в мистецтві
Під час громадянської війни в лавах частин ПОУМ воював відомий згодом англійський письменник Джордж Орвелл. Про ці події він написав документальну повість «Данина Каталонії» (англ. Homage to Catalonia).
Художній фільм британського кінорежисера Кена Лоуча «Земля і воля» розповідає історію підрозділу бійців Робітничої партії марксистської єдності, у складі якого воює член Комуністичної партії Великої Британії, який спеціально для цього приїхав в Іспанію. Одним із найважливіших елементів оповіді картини є розчарування британського комуніста в політиці, що проводиться Радянським Союзом щодо непідконтрольних йому організацій у антифранкістському русі.
ПОУМ мимохідь згадується в романі Джо Холдемана «Нескінченна війна»:
| Така армія уже була в історії війни. Марксистська міліція ПОУМ, громадянська війна в Іспанії, початок двадцятого століття. Ви виконували наказ, тільки коли його пояснювали в деталях, і могли не підкорятися наказу, якщо не бачили в ньому сенсу. Офіцери і солдати випивали разом, не віддавали один одному честь і не користувались званнями. Вони програли ту війну. Але протилежна сторона взагалі не знала веселощів. Оригінальний текст (англ.) There had been an army in which that sort of thing was done. The Marxist POUM militia in the Spanish Civil War, early twentieth. You obeyed an order only after it had been explained in detail; you could refuse it if it didn't make sense. Officers and men got drunk together and never saluted or used titles. They lost the war. But the other side didn't have any fun. |

У 1995 році виходить художня стрічка Кена Лоуча «Земля і свобода». У стрічці описуються події Іспанської громадянської війни 1936–1939 років. Головний герой, англійський комуніст Дейв Карр їде до Іспанії боротися з франкістами. Його приймають в інтернаціональний підрозділ POUM (Робітнича партія марксистського об'єднання). У стрічці зокрема показується як у травні 1937 року іспанські сталіністи (PSUC) за підтримки співробітників НКВС СРСР спровокували барикадні бої в місті. Починаються репресії проти анархістів FAI і незалежних марксистів POUM.